# Rita y yo y mi otra yo
Rita y yo y mi otra yo fue una miniserie peruana creada en el 2009 por Jorge Tapia y transmitida por América Televisión. Es una secuela de Rita y yo.

## Sinopsis
Tras conseguir su amor y su negocio estable sin Rita, Nicolás se olvida de un pasado ocurrido antes de la muerte de su padre, una aparente hija no reconocida (Ximena) junto a su madre (Sofía) aparecerán a reclamar su lazo familiar. Además, "El Turco" insistirá en comunicarse con Rita para no revelar su identidad, lo que estará obligado a personalizar a su altérego y enfrentar varios problemas personales y de oficina.

## Elenco y personajes
- César Ritter como Nicolás Bingley / Rita Falacci.
- Jimena Lindo como Kiara Elías.
- Gustavo Bueno como El Turco.
- Jorge Chiarella como Enrique Elías.
- Leonardo Torres Vilar como Rocco Carlo Casalino
- Oscar Beltrán como Sebastián.
- Mariel Ocampo como Sofia Delta
- Gisela Ponce de Leon como Anis Elias
- Gloria Klein como Matilde.
- Miguel Torres-Bolh como Ramiro.
- Daniela Camaiora como Ceci.
- Camila Nolte como Ximenita.
- Yaco Eskenazi como Alfredo.

## Actuaciones especiales
- Carlos Solano
- Connie Chaparro
- Joaquín de Orbegoso como Padre Amaro.

## Temas musicales
- Rita y yo y mi otra yo - Gisela Ponce de Leon (tema central / tema de entrada)